# N78 (België)
De N78 is een gewestweg in de Belgische provincie Limburg tussen Vroenhoven (N79) en Kessenich (de Nederlandse N273). Het is tegenwoordig vooral een kernenverbindingsweg, de functie van doorgaande weg is immers overgenomen door de Nederlandse A2, die over de gehele lengte aan de N78 parallel loopt.

## Belangrijke bruggen
Van zuid naar noord:
- Albertkanaal in Lanaken (brug bij Briegden)
- E314/A2 in Mechelen-aan-de-Maas
- Zuid-Willemsvaart in Eisden

## Plaatsen langs de N78
- Vroenhoven
- Kesselt
- Lanaken
- Neerharen
- Rekem
- Maasmechelen
- Vucht
- Eisden
- Lanklaar
- Stokkem
- Dilsen
- Rotem
- Elen
- Maaseik
- Ophoven
- Geistingen
- Kessenich

## Geschiedenis

### Aanleg
Rond het jaar 70 na Chr. zou de heirbaan Maastricht-Nijmegen zijn aangelegd. De baan, uit verharde kiezel, volgde de grens tussen het dekzandgebied en de alluviale vallei, gevormd door de meest oostelijke Maasmeanders. In 1812, onder het Eerste Franse Keizerrijk, werd dwars door deze oude weg een verbinding aangelegd tussen het Franse Givet en het Duitse Wesel (via Namen, Luik, Maastricht en Venlo). Daardoor staat de weg nog steeds bekend als "Rijksweg", en op Nederlands grondgebied als "Napoleonsbaan". Na de onafhankelijkheid van België werd de weg omgelegd langsheen Maastricht. Begin 20e eeuw werd de gehele weg heraangelegd in opdracht van Joris Helleputte, die een standbeeld op de rotonde in Maaseik heeft gekregen (hij wijst er symbolisch in de richting van Brussel). Er kwam toen ook een trambaan, die zo'n 50 jaar lang in stand werd gehouden (genummerd 485 en 486, zie Buurtspoorwegen van de provincie Limburg). In Maaseik, waar de weg aanvankelijk aansloot op de Bosstraat en de Eikerstraat, werd bovendien de Burgemeester Philipslaan aangelegd; deze verbindt de Bospoort en de Eikerpoort over de voormalige stadswallen.
Als belangrijkste en haast enige noord-zuidverbinding in het Maasland werd de weg eind jaren 1960 verbreed tot 2x2 rijstroken zonder middenberm. In Maaseik gebeurde deze verbreding slechts tot aan de ringweg, waarvan de Koning Boudewijnlaan en de Koningin Fabiolalaan voltooid werden in de jaren 1980 (men wilde de ringweg nog doortrekken naar Jagersborg). Ook Lanaken kreeg toen een ringweg: de Europalaan. Bij de hernummering van het Belgische wegennet in 1986 kreeg de weg inclusief beide ringwegen haar huidige wegnummer (voorheen was dat RW17). De oorspronkelijke gedeeltes kregen de nummers N78a en N78b.
Waarschijnlijk zal ook Maasmechelen in de toekomst een omleidingsweg krijgen, met als doel Eisden-Dorp en Mechelen a/d Maas te ontlasten. Eind 2012 keurde de gemeenteraad de aanleg van de "Oostelijke ontsluitingsweg" goed, die de Ontsluitingsweg over de voormalige tramzate moet verbinden met de N78. Ook rond Rekem werd ooit een ringweg gepland, die volgens het Gewestplan vanaf de E314 tot aan de Europalaan langs het kanaal moest lopen. Evenzo diende de Rijksweg omgelegd te worden bij Briegden; beide projecten zullen waarschijnlijk nooit ten uitvoer komen.

### Verkeersproblematiek
De brede en rechte weg nodigt uit om snel te rijden, maar scheert vlak langs dorpskernen en langs bijna haar gehele lengte is er lintbebouwing. Dit betekent een sterk verminderde veiligheid en leefbaarheid voor omwonenden. Al in 1985 belichtte Willy Miermans, huidig docent Verkeer aan de Universiteit Hasselt, de problemen onder de titel "Maaslandse Pechstrook". Dat jaar registreerde de Rijkswacht volgens Miermans 328 ongevallen met lichamelijk letsel, waarbij 7 doden en 25 zwaargewonden vielen. De vele dodelijke ongevallen waren vaak te wijten aan overdreven snelheden, maar ook werden ze veroorzaakt wanneer omwonenden op de binnenste rijstrook stopten teneinde woningen aan de overzijde te bereiken en hierbij langs achteren werden aangereden door voorbijstekende voertuigen. Om de veiligheid te verhogen, werd de maximumsnelheid grotendeels teruggebracht tot 70 km/u en werd de Rijksweg op verscheidene plaatsen terug versmald tot 2x1 (met name tussen Dilsen en Rotem en op de doortocht van Rekem). Er werden ook tal van onbemande camera's geplaatst.

### Herinrichting
Toen de Maaslandse burgemeesters op 14 maart 2011 samenkwamen als klankbordgroep omtrent de streefbeeldstudie over de N78, kregen ze te horen dat "vanuit het theoretisch kader – de relatie van de kleinstedelijke gebieden Maaseik en Maasmechelen en de relatie Maaseik-Genk-Hasselt - een secundaire weg-type I aangewezen lijkt, doch dat het studiebureau voorstelde om er een secundaire weg-type III van te maken. De regering volgde het advies van het studiebureau, hetgeen gepaard ging met kritiek uit het hele Maasland en tevens van het Agentschap Wegen en Verkeer Limburg. De overheid argumenteerde dat het doorgaand verkeer zich kon beroepen op de E25 en de E314, maar gezien de grotere afstand is dit geen noemenswaardig alternatief. Het ACW Maasland Noord schreef dat een rit vanaf de markt in Maaseik tot aan het station in Genk op deze manier 11 km langer is en 2 minuten langer duurt dan via het binnenland (N78 en N75). Bovendien heeft de E25 nu al te kampen met grote verkeersproblemen, wat spitsstroken noodzakelijk maakte (opengesteld in 2011).
Zelfs na overleg van de Maaslandse burgemeesters met de provincieraad werd geen gehoor gegeven aan het protest; benoorden de E314 werd de Rijksweg gedegradeerd tot secundaire weg-type III. Dit betekent dat de weg daar over haar gehele lengte versmald zal worden tot 2x1 en de maximumsnelheid verlaagd kan worden tot 50 km/u. Tussen de E314 en Lanaken behield de weg haar oorspronkelijke status (secundaire weg-type II); daar zullen mogelijk wel ventwegen komen. In de loop van 2011 en 2012 werden reeds een aantal kruispunten in Dilsen-Stokkem heringericht; sommige kregen rotondes of keerpunten. Tussen beide rijbanen kwam een verhoogde berm met paaltjes die verhindert dat voertuigen op de rijbaan stoppen om over te steken.
Op het kruispunt van Rotem, waar de rijbaan werd versmald ten voordele van een busbaan, werden de negatieve gevolgen van het plan al meteen duidelijk; tijdens de spitsuren ontstonden hier al meteen files. Het kruispunt zal er daarom opnieuw in haar voormalige staat hersteld worden. Vooral in Noordoost-Limburg (Maaseik, Bree en Kinrooi) maakt men zich grote zorgen over de herinrichting, daar men er vreest hierdoor nog verder geïsoleerd te raken. Veel Maaslandse burgemeesters stellen nu hun hoop op het Spartacusplan, dat meer snelbuslijnen in het Maasland belooft.

## Aftakkingen

### N78a
De N78a is een 2,6 kilometer lange verbindingsweg door Lanaken heen. De weg kruist hierbij zowel de N77a als de N77.

### N78b
De N78b is een verbindingsweg van de N78 door Maaseik heen. De route gaat dwars door Maaseik heen, terwijl de N78 langs de Maas langs Maaseik heen gaat. De N78b heeft een lengte van ongeveer 3 kilometer en verbindt de N78 met de N762, N773, N768, en N78 weer.